# Арајик Арутјуњан
Арајик Арутјуњан ( јерм. Արայիկ Հարությունյան; Степанакерт, 14. децембар 1973) је јерменски политичар, који је био на позицији председника Републике Арцах (Нагорно-Карабах), од маја 2020. до септембра 2023. године. Раније је био државни министар и последњи премијер ове земље пре укидања позиције премијера 2017. године.

## Детињство и младост
Арутјуњан је рођен у Степанакерту, Нагорнокарабашка аутонома област, Азербејџанска ССР, Совјетски Савез, 1973. године. Уписао је Јеревански државни економски институт 1990. и две године касније, 1992, придружио се снагама самоодбране Нагорно-Карабаха и учествовао у Нагорно-Карабашком рату. После рата прешао је са Државног економског института у Јеревану на Економски факултет Државног универзитета Арцаха и дипломирао 1995. Три године касније, 1998. године, завршио је постдипломске студије на истом универзитету.

## Каријера
Арутјуњан је започео каријеру у Министарству финансија и привреде Арцаха 1994. године, вршећи функцију помоћника министра. 1997. године напустио је министарство и започео каријеру у приватном сектору, у Армагробанци, радећи тамо до 2004. године.

### Народна скупштина
2005. је основао странку Слободна отаџбина која је учествовала на парламентарним изборима 2005. године, освојивши 10 од 33 места у Народној скупштини. Харутиуниан је био на челу Комисије за управљање финансијама, буџетом и економијом у Народној скупштини.

### Премијер
2007. године за премијера га је именовао тадашњи председник Бако Сакијан. Његов први говор на месту премијера био је препун обећања да ће оживети економију, демократију и социјалну правду у овој непризнатој земљи. Хитни кораци које је обећао да ће предузети укључују „борбу против корупције, протекционизма, кланског система и друштвеног зла“. После уставног референдума 2017. године, Арцах је трансформисан из полупредседничког у председнички систем и кабинет премијера је укинут.
Арутјуњан је остао у влади Сакијана и именован је за државног министра.

### Председништво
Учествовао је и победио на председничиким изборима 2020. године, чиме је постао 4. председник Арцаха. Током прве недеље свог председниковања, потписао је две високо публиковане извршне наредбе: прва је променила седиште Националне скупштине Арцаха из Степанакерта у Шушу, док је друга учинила бесплатно цело високо образовање у Арцаху.

## Почасти и награде
- Награђен медаљом „За ослобођење Шуше“ и одликован орденом „Борбени крст“ 2. степена.
- Указом председника Арцаха од 30. августа 2016. године Арутјуњан је одликован орденом „Григорија Просветитеља “ за своје услуге у вези са Републиком Арцах и поводом 25. годишњице проглашења Републике Арцах.